# 그리스도 최후의 유혹
《그리스도 최후의 유혹》(The Last Temptation of Christ)은 그리스의 소설가 니코스 카잔차키스의 소설 《최후의 유혹》을 동명 원작으로 하는 1988년 영화이다. 마틴 스코세이지 감독의 작품이다.

## 출연
- 하비 카이텔 (Harvey Keitel) - 가롯 유다
- 윌럼 더포 (Willem Dafoe) - 예수 (그리스도)
- 바버라 허시 (Barbara Hershey) - 마리아 막달레나
- 버나 블룸 (Verna Bloom) - 마리아
- 폴 그레코 (Paul Greco) - 젤로테파 당원
- 스티브 실 (Steve Shill) - 백인대장

## 수상
1989년 아카데미 시상식 감독상, 골든 글러브 시상식 음악상, 여우조연상 후보. 베니스영화제 출품

## 영화적 의의
기존의 예수를 다룬 영화들과 달리 예수가 전지전능의 대상이 아닌 인간적인 존재로 나오면서 갈등과 시험을 겪게 된다는 점에 있어서 파격적인 재해석을 보였다.